# 1853 Макелрой
1853 Макелрой (1853 McElroy) — астероїд головного поясу, відкритий 15 грудня 1957 року.
Тіссеранів параметр щодо Юпітера — 3,174.